# Теледу
Теледу або свинячий борсук (Arctonyx collaris) — ссавець родини куницевих (Mustelidae).
Широко поширений в Південній Азії.
Довжина тіла до 70 см, маса 7-14 кг. Хутро порівняно рідке, боки і задні кінцівки жовтуваті або сіруваті, передні кінцівки і спина темні, морда, горло і вуха — білі. Величезні кігті передніх лап — світлі.
Теледу звичайний як на рівнинах, так і в горах.
Вдень він ховається в глибоких норах або інших притулках.
Під час годування теледу риється не тільки кігтями, але і довгою рухомою мордою, немов свиня, чим і заслужив свою другу назву. Їжею йому служать дрібні тварини і рослини.